# Gymnobothrus oberthuri
Gymnobothrus oberthuri är en insektsart som beskrevs av Bolívar, I. 1890. Gymnobothrus oberthuri ingår i släktet Gymnobothrus och familjen gräshoppor. Inga underarter finns listade i Catalogue of Life.